# Corridonia
Corridonia település Olaszországban, Marche régióban, Macerata megyében. Lakosainak száma 14 670 fő (2023. január 1.). Corridonia Macerata, Mogliano, Monte San Giusto, Monte San Pietrangeli, Morrovalle, Petriolo, Tolentino, Francavilla d’Ete és Urbisaglia községekkel határos.

## Népesség
A település lakossága az elmúlt években az alábbi módon változott:
| Lakosok száma | 15 461 | 15 362 | 14 670 |
|               | 2017   | 2018   | 2023   |

## Híres Corridoniaiak
- Gaetano Michetti (1922–2007), Pesaro püspöke (1975–1998)